# Ceriagrion katamborae
Ceriagrion katamborae е вид водно конче от семейство Coenagrionidae.

## Разпространение
Видът е разпространен в Ботсвана, Замбия и Намибия.